# Slaughters (Kentucky)
Slaughters es una ciudad situada en el condado de Webster, Kentucky, Estados Unidos. Tiene una población estimada, a mediados de 2023, de 186 habitantes.

## Geografía
La localidad está ubicada en las coordenadas 37°29′23″N 87°30′19″O / 37.48972, -87.50528 (37.489607, -87.505281). Según la Oficina del Censo, tiene una superficie de 0.60 km² de tierra firme y 0.001 km² de agua.

## Demografía
Según el censo de 2020, en ese momento había 190 personas residiendo en la localidad. La densidad de población era de 316.67 hab./km². El 95.79% de los habitantes eran blancos, el 0.53% era asiático y el 3.68% eran de una mezcla de razas. Del total de la población, el 1.58% eran hispanos o latinos de cualquier raza.